# Personaggi di Black Lagoon

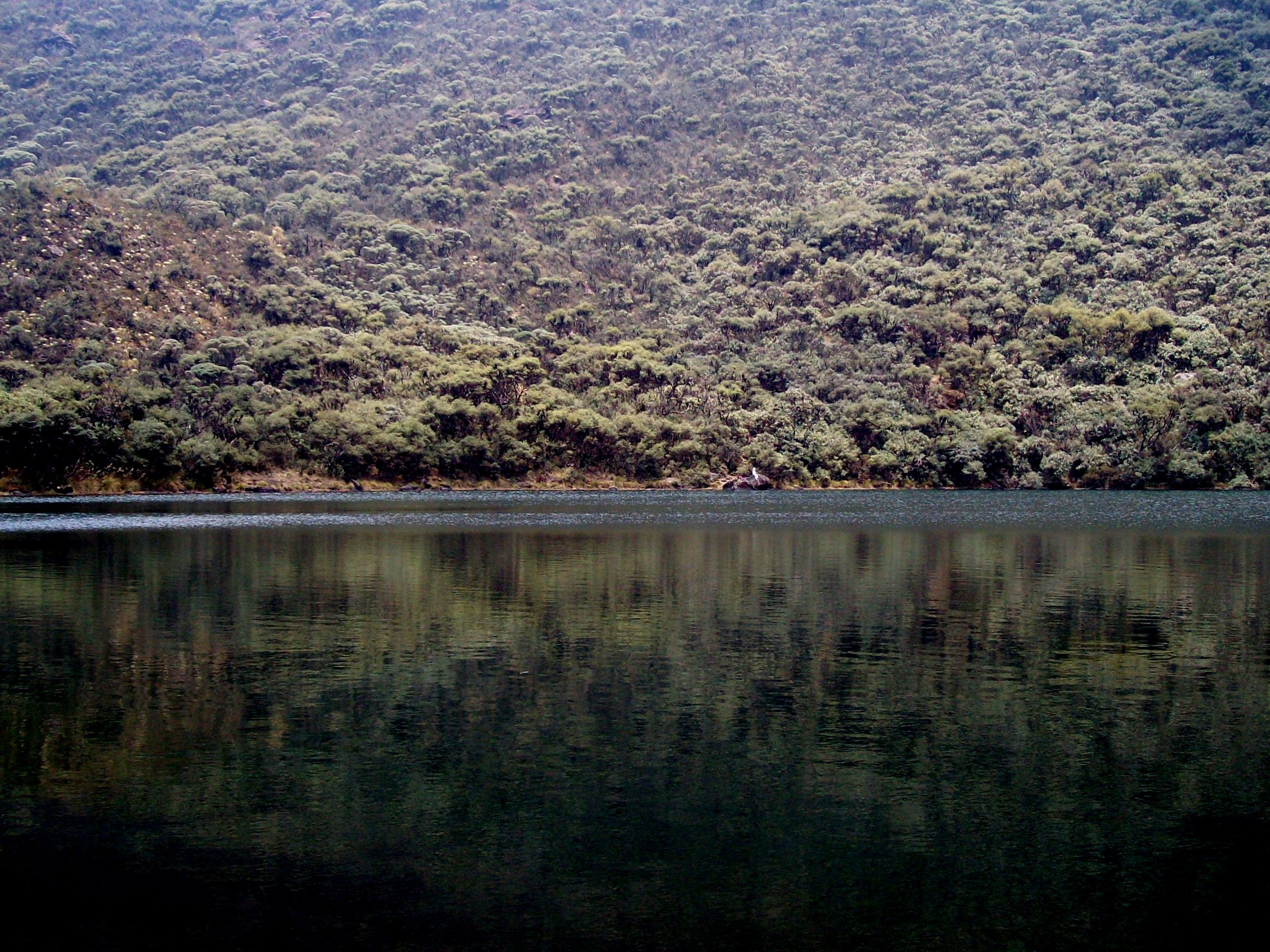
La Lagoon Company. Da sinistra: Benny, Rock, Revy, Dutch.

Questa è una lista dei personaggi della serie manga e anime Black Lagoon di Rei Hiroe.

## Lagoon Company
La Lagoon Company è una ditta con sede a Roanapur, fittizia città in Thailandia. De iure è una semplice ditta di recupero e consegne, ma de facto è una ditta di pirati mercenari, poiché più volte costretta a infrangere la legge per portare a termine i loro lavori. All'interno di Roanapur ha moltissime amicizie con le piccole e grosse organizzazioni mafiose che dominano la città. Queste buone relazioni sono dovute sia per favori personali sia per semplice rispetto dovuto alla bravura nel loro lavoro. Ogni membro del gruppo è un asso nel ruolo che ricopre, e nel complesso, l'intera ditta è abile in tutti i campi: dalla diplomazia, al pilotaggio, alle capacità informatiche, fino all'uso delle armi.

### Rock
Rock (ロック?, Rokku), soprannome di Rokuro Okajima (岡島 緑郎?, Okajima Rokuro), è il protagonista della serie e il narratore nella versione anime. Era un dipendente di 25 anni delle Asahi Industries di Tokyo, famosa per la sua marca di salsa di soia e birra (nelle prime puntate lo stesso Rock dice di essere stato costretto a berne dai suoi superiori), fino al giorno in cui è stato preso in ostaggio dall'equipaggio della Black Lagoon. Rokuro era in possesso di un disco, di proprietà delle Asahi Industries, contenente un piano top secret. Il suo capo dipartimento, Kageyama, decide di sacrificarlo, in cambio del disco. Rokuro è schiumante di rabbia per essere stato sacrificato senza tanti problemi. La Black Lagoon viene messa alle strette durante la loro traversata in mare da un gruppo di mercenari, assoldati dal capo dell'agenzia di Rokuro per ucciderlo. Valutando la situazione in quel momento, Rokuro mostra per la prima volta un sorriso aggressivo e selvaggio carico di desiderio di azione, spiegando infine ai membri della Black Lagoon come sconfiggere gli avversari molto più avvantaggiati di loro sul campo. Dutch rimane sorpreso delle capacità deduttive di Rock. Divertito e ammirato, ammette di avere preso a bordo nella loro barca "un gran bastardo". Il piano riesce e Rokuro e la Black Lagoon sopravvivono. 
Rokuro si rifiuterà infine di ritornare col suo capo a casa, decidendo di tagliare ogni legame con loro.
Accettando l'invito di Revy a entrare nel gruppo della Lagoon Company, Rokuro decide di lasciarsi alle spalle la sua vita e il suo nome, e di diventare semplicemente Rock, come Dutch l'aveva soprannominato.
Rock accenna di avere dei genitori e un fratello più grande. Con i genitori, Rock accenna di non esserci mai andato d'accordo, suo fratello più grande, sembra essere stato il preferito della famiglia, e diventando adulto, ricevette un posto di responasbilità nel ministero, mentre Rock finì per lavorare in una semplice ditta.
Rock è entrato quasi per caso nella Lagoon Company, quindi, inizialmente è ancora un po' spaesato. Umile e gentile, subisce spesso l'ira di Revy, che lo prende di mira e che in un'occasione arriva quasi ad ucciderlo. Nel corso della storia, il rapporto tra loro migliora e i due imparano a conoscersi, riuscendo a capirsi sempre di più. Rock indossa sempre camicia e cravatta, e non usa armi. Alcune sue intuizioni si rivelano determinanti per risolvere situazioni pericolose. Il compito di Rock, all'interno della Lagoon Company, è quello di diplomatico, traduttore e negoziatore. Rock conosce cinque lingue: il giapponese, l'inglese, il russo, lo spagnolo e il rumeno; sembra capire abbastanza bene anche l'italiano. Tutte queste qualità gli hanno fatto guadagnare la fiducia dell'equipaggio della Black Lagoon, di Balalaika, di Mr. Chang e della Chiesa della violenza.
Durante un viaggio d'affari in Giappone assieme a Revy, in veste di traduttore per Balalaika, Rock si affeziona a una giovane ragazza del luogo, Yukio Washimine, che si rivela essere una yakuza. Il rapporto tra i due finirà però in tragedia, poiché Yukio si suiciderà, facendo harakiri con la katana di Ginji Matsuzaki, la sua guardia del corpo, dopo la disfatta del clan del quale lei era il boss.
La presenza di Rock in Giappone al servizio di Balalaika, attira la maggior parte gli investigatori e dell'Interpol che sono convinti che catturando lui si potrebbe arrivare alla cattura di Balalaika. Ciò potrebbe in tal modo aver compromesso il ritorno definitivo di Rock in Giappone, ormai segnato come uno dei peggiori criminali conosciuti. Ciò tuttavia non sembra preoccuparlo più di tanto, ammettendo che da tempo non era più interessato a tornare alla sua vecchia vita e che quella visita lì serviva solo per congedarsi dai suoi vecchi legami. Inoltre, Rock viene designato da Mister Chang per aiutare Fabiola e Garcia Lovelace a ritrovare la pericolosa Roberta, tornata a Roanapur in cerca di vendetta per la morte del suo datore di lavoro, Diego Lovelace. Rock accetta l'incarico e insieme con i due ragazzini si mette sulle tracce di Roberta. L'operazione è molto delicata poiché dietro l'attentato, in cui è spirato Diego Lovelace, vi sono la CIA e l'Esercito degli Stati Uniti d'America. Alla fine di questa storia, molti sono rimasti turbati dal comportamento tenuto da Rock nel corso dell'operazione, la quale infatti sembra aver fatto emergere temporaneamente il suo lato oscuro, freddo e calcolatore. Dutch stesso ammette che Rock può arrivare a essere un individuo estremamente pericoloso, spiegando che benché Rock detesti le armi sono le sue capacità intellettuali a essere i veri proiettili che hanno un effetto rimbalzante colpendo alla schiena i propri nemici senza che essi se ne accorgano. Anche Balalaika e Mr. Chang hanno riconosciuto le sue capacità, ritenendo Rock un potenziale elemento che aumenterà tremendamente il loro potere sulla malavita.
È doppiato in giapponese da Daisuke Namikawa e in italiano da Alessandro Quarta nelle prime due serie e da Francesco Calabrese in Roberta's Blood Trail.

### Revy
Revy (レヴィ?, Revi), il cui vero nome è Rebecca Lee (レヴェッカ・リー?, Revuekka Rī), è la coprotagonista della serie. Unica donna del gruppo della Lagoon Company, è straordinariamente abile con le armi da fuoco, tanto che viene soprannominata "Revy Two Hands" ("Revy due mani"), dato che impugna due pistole alla volta. Lavora come mercenaria, per il gruppo. Di origini cinesi è nata e cresciuta a Manhattan, nel malfamato quartiere Chinatown, vicino a Mott Street. Già da piccola, è stata una ladra e un'assassina. Si è allenata sparando a delle lattine. Suo padre, un deprecabile alcolizzato, era un uomo tanto abusivo quanto violento, tanto da colpire Revy in pieno volto con una bottiglia durante un attacco di rabbia. Un giorno, dopo l'ennesimo eccesso di violenza dell'uomo, Revy scappò di casa, ma venne fermata e arrestata da un poliziotto corrotto per nessuna ragione. Una volta in cella, questi la picchiò e violentò con ferocia. Traumatizzata dall'accaduto, Revy tornò a casa per raccontare tutto a suo padre, ma questo non diede importanza alle parole della ragazza, ordinandole semplicemente di prendergli una birra. Revy, per vendetta, mise un cuscino sul volto dell'uomo e lo uccise sparandogli in faccia. Dopo questi fatti Revy cade totalmente nella parte oscura del mondo, dandosi a ogni crimine possibile per poter sopravvivere. Un agente segreto americano rivela che Revy è una ricercata molto conosciuta dalle autorità, come il commissariato di Bafalo Hill e il distretto 27 di New York, e che se sapessero che si nasconde nella città di Roanapur potrebbero prendere in considerazione l'idea di andare direttamente in città per tentare di catturarla.
Revy fuma e beve, ubriacandosi alla prima occasione o sfidando gli altri a bere. Cinica, maleducata e irruente, Revy utilizza un linguaggio volgare, non esita a uccidere le persone e si diverte quando incontra un avversario alla sua altezza, arrivando ad ascoltare un po' di musica per darsi la carica mentre effettua una strage.
Si arrabbia spesso con Rock perché non comprende il suo modo di agire, arrivando anche a tentare di ucciderlo. I due comunque nel corso del manga diventeranno sempre di più amici, arrivando a confidarsi e ad aiutarsi l'un l'altra. Nonostante il suo carattere ribelle e difficile, Revy mostra anche il suo lato ludico, come durante il suo viaggio in Giappone, in veste di guardia del corpo di Rock, quando si diverte a giocare con un gruppo di bambini, insegnando loro come si spara e come si muore veramente. Non appena Rock si accorge del suo gioco, Revy arrossisce e mostra nuovamente il suo carattere irascibile, minacciando Rock di castrazione, se avesse detto tutto a Dutch e a Benny. Durante lo stesso viaggio, Revy sembra cominciare a ricordarsi, per la prima volta dopo tanto tempo, di avere una coscienza: comincerà a mostrarsi meno sadica e a mostrare rispetto per gli avversari meritevoli; più di tutto, non avrà esitazioni a minacciare di morte Balalaika quando questa, a sua volta, tenterà di uccidere Rock, dopo che quest'ultimo aveva criticato il suo modo di agire. Col tempo si è mostrata più di una volta molto protettiva nei confronti del collega, pur nel modo violento che la caratterizza. Spesso lo segue per proteggerlo da potenziali pericoli e, quando non riesce a evitare che questi si presentino, lo salva da essi. Sembra essere diventata, inoltre, determinata a impedire che la vita a Roanapur corrompa eccessivamente Rock: quando l'uomo passa il segno, cominciando ad agire e, soprattutto, a pensare come un criminale, Revy risponde con ostilità e, più di una volta, ordinandogli di tornare a casa, benché più di una volta non sembra essere in grado di impedirlo. Revy ultimamente si domanda se quello che ha davanti sia il Rock che incontrò all'inizio o il Rock criminale che Roanapur ha generato. Revy prova fastidio e si irrita quando altre ragazze iniziano a ronzare intorno a Rock.
Dai suoi discorsi, Revy sembra sostenere di vedere il mondo come un posto orribile e marcio, dove la felicità nasce dall'ignoranza e dall'ipocrisia, ma Fabiola smentisce queste affermazioni: Revy parla in questo modo del mondo perché in realtà lo vede come un posto meraviglioso in cui non le è più concesso tornare, e quindi cerca di trovare un motivo per poter restare dove è adesso, un mondo di violenza e immoralità, che lei odia ma che ritiene essere anche l'unico posto in cui è accettata.
Revy veste quasi sempre con un top color vinaccia e un paio di jeans corti, con il primo bottone sempre aperto, ha un vistoso tatuaggio Maori grigio che parte dalla spalla e termina lungo il braccio destro; ha i capelli rosso cupo legati in una coda e gli occhi ambrati. Utilizza sempre due Beretta 92F, modificate, a cui si possono aggiungere facilmente dei silenziatori. Le armi sono chiamate inox 9mm sword cutlass. Il nome deriva dalla sciabola, usata dai pirati. Sull'impugnatura dell'arma sono incise due sciabole e alcune scritte, in thailandese.
È doppiata in giapponese da Megumi Toyoguchi e in italiano da Perla Liberatori nelle prime due serie e da Vittoria Scognamiglio in Roberta's Blood Trail.

### Dutch
Dutch (ダッチ?, Dacchi) è il leader della Lagoon Company e il capitano della loro barca. È un ex marine e ha combattuto nella guerra del Vietnam. Dopo la fine della guerra, è fuggito in Thailandia ed è divenuto un mercenario, fondando la Lagoon Company. Lavora, prevalentemente, per Balalaika, spietata boss dell'Hotel Moscow, un'organizzazione della mafia russa. Il suo nome è molto rispettato tra i grandi nomi di Roanapur, data la grande efficienza e abilità della sua compagnia. Nell'organizzazione si occupa del pilotaggio della nave appartenente alla compagnia e, con frequenza minore rispetto a Revy, alla risoluzione violenta dei lavori. Si rende presto conto che Rock, ultimo membro ad essersi unito a loro, può diventare un individuo estremamente pericoloso. Dutch comprende che Rock può distruggere i propri nemici senza bisogno delle armi, usando le sue capacità deduttive che sono come proiettili che rimbalzano colpendo alla schiena i suoi avversari. Intuische che Roanapur, potrebbe cambiare Rock col passare del tempo, trasformandolo in un criminale molto potente.
Dutch indossa sempre un paio di occhiali da sole, dai quali non si separa mai. Si dimostra più calmo e riflessivo di Revy, anche se spesso si rivolge a lei per tirarsi fuori dalle situazioni più pericolose e intricate. Nonostante le apparenze, è molto legato ai suoi compagni. Oltre a Revy, Dutch è l'unico membro della Lagoon Company a usare armi, prevalentemente un fucile a pompa Remington 870 e una Smith & Wesson 629.
È doppiato in giapponese da Tsutomu Isobe e in italiano da Paolo Marchese nelle prime due serie anime e da Jean-Marco Montalto in Roberta's Blood Trail.

### Benny
Benny (ベニー?, Benī) è l'autista della Lagoon Company ed esperto di tecnologia. Ebreo di nascita e laureatosi alla Florida University, è divenuto in seguito un hacker e ha messo a segno un importante colpo che lo ha messo, però, nei guai sia con l'FBI che con la mafia. Revy gli ha salvato la vita e, così, Benny è entrato a far parte dell'equipaggio della Lagoon Company. Proprio come Rock, ha dovuto subire, per un certo periodo, le angherie di Revy.
Convinto pacifista, Benny odia i nazisti (infatti nella sua famiglia il motto era "Fuck The Nazisters!"), sentimento amplificato dal fatto di essere ebreo, ed è molto geloso dei suoi computer, che non fa usare da nessuno. È stato soprannominato "Benny Boy" da Dutch. Non usa armi e tende a non provocare nessuno.
È doppiato in giapponese da Hiroaki Hirata e in italiano da Loris Loddi.

## Hotel Moscow

### Balalaika
Balalaika (バラライカ?, Bararaika), il cui vero nome è Sofiya Pavlovena (ソーフィヤ・イリーノスカヤ・パブロヴナ?, Sōfiya Irīnosukaya Paburovuna), è il capo dell'Hotel Moscow, organizzazione della mafia russa. Quando ancora esisteva l'Unione Sovietica faceva parte dell'Armata Rossa e ha combattuto la guerra dell'Afghanistan. Proprio durante quel conflitto, Balalaika subì un incidente che le bruciò parte del viso, del collo e del petto. Da allora, queste parti del corpo sono orribilmente sfregiate; per questa peculiarità del suo aspetto, è soprannominata da Verrocchio e Revy "faccia scuoiata". Per il suo passato militare, invece, Balalaika viene chiamata dai suoi uomini "Capitano".

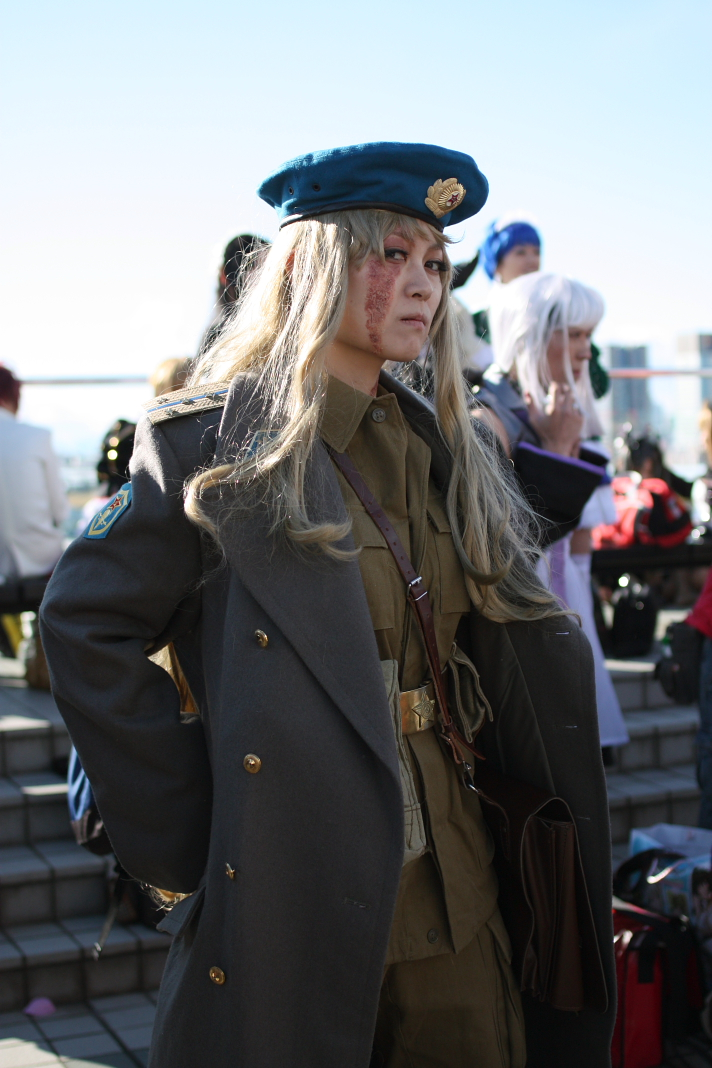
Cosplayer di Balalaika.

È una donna cinica, dura e spietata. Per il bene della sua organizzazione è disposta a far uccidere chiunque. Nonostante l'apparenza fredda e distaccata, è decisamente legata ai suoi uomini, altrimenti non avrebbe mai pensato di torturare il piccolo killer Hänsel, dopo aver scoperto in che modo lento e doloroso lui e la sua gemella avevano ucciso alcuni dei suoi sottoposti più fidati. Balalaika porta i lunghissimi capelli biondi mossi raccolti in una coda e i suoi occhi azzurro ghiaccio le conferiscono uno sguardo magnetico; inoltre ha un neo sotto l'occhio sinistro. Indossa sempre la sua divisa militare come un cappotto ed è solita fumare un sigaro. Ella usa prevalentemente una Stechkin APS, usata in vari settori dell'esercito sovietico.
Balalaika è una delle poche persone che si è guadagnata il rispetto di Revy, che è solita chiamarla "sorellona". È in affari con la Lagoon Company e ha una forte amicizia con Dutch. Inoltre durante il suo viaggio in Giappone ha dato l'incarico di traduttore a Rock. Balalaika ha a disposizione un vero e proprio esercito, composto da ex militari sovietici, che utilizza in operazioni particolarmente critiche. Il braccio destro di Balalaika è Boris, che viene chiamato "Compagno Sergente".
Balalaika è anche una delle poche persone ad avere scoperto le vere potenzialità di Rock, vedendolo come un elemento estremamente potente che aumenterà il potere dell'Hotel Moscow.
Tra i suoi numerosi nemici vi sono Mr. Chang, leader della Triade cinese a Roanapur, Verrocchio, capo di un'organizzazione legata alla mafia italiana, Abrego, leader del cartello colombiano della droga, Roberta, cameriera della famiglia Lovelace che in realtà è una pericolosa mercenaria e Hänsel e Gretel, gemelli romeni che vogliono ucciderla a tutti i costi per ordine di Verrocchio. Nel novembre 1993, Balalaika e Mr. Chang ebbero un durissimo scontro a fuoco, dal quale uscirono entrambi vivi.
È doppiata in giapponese da Mami Koyama e in italiano da Alessandra Korompay nelle prime due serie anime e da Loredana Acquaviva in Roberta's Blood Trail.

### Boris
Boris (ボリス?, Borisu) è il braccio destro di Balalaika, nonché il suo più fidato collaboratore. È un ex militare dell'Armata Rossa e ha combattuto con Balalaika la guerra dell'Afghanistan. Il suo grado era quello di sergente e Balalaika è solita chiamarlo "Compagno Sergente". Boris è un uomo alto e imponente, dal volto squadrato e i capelli castani tagliati corti; ha una vistosa cicatrice che parte dalla fronte per finire all'altezza della guancia sinistra. In un Omake che raffigura i vari personaggi da giovani, si scopre che un tempo era un bishōnen.
È doppiato in giapponese da Taiten Kusunoki e in italiano da Roberto Stocchi.

## Triade cinese

### Mr. Chang
Mr. Chang (チャン?, Chan) è il capo della Triade cinese a Roanapur. È in buoni rapporti con Balalaika, nonostante i due appartengano a organizzazioni mafiose diverse e il durissimo scontro a fuoco in cui si sfidarono nel novembre del 1993, dal quale uscirono entrambi vivi. Lo stesso vale anche per altri leader delle varie mafie residenti a Roanapur. Tutto ciò è avvenuto per trasformare la città thailandese in una sorta di paradiso per criminali, in cui la polizia non esiste e il crimine regna sovrano. In una conversazione con Eda, si evince che Mr. Chang sia sostenuto dalla stessa CIA: l'organizzazione assicura il proprio supporto e la libertà al boss cinese a patto che questi si prodighi per mantenere relativamente pacifica Roanapur. Per questo, in caso di crisi, l'uomo deve fare tutto il possibile per evitare che il delicato equilibrio tra le fazioni criminali della città venga modificato a tal punto da scatenare conflitti.
È un uomo estremamente elegante, sia nei modi che nell'abbigliamento; indossa un cappotto e porta sempre un paio di occhiali da sole. L'unica cosa in cui difetta è il senso dell'umorismo, come dimostra la parola d'ordine data a Dutch nel corso di una pericolosa operazione: «La Triade è superfiga». Egli usa sempre due Beretta M76, che portano impressi sull'impugnatura lo stemma della Triade e due caratteri cinesi che in lingua italiana significano «Il Dio che controlla ogni essere vivente».
È amico di Revy che, come lui, usa combattere con due pistole alla volta. In relazione a questa somiglianza, la mercenaria nutre un profondo rispetto nei suoi confronti. Mr. Chang ha scelto Rock per aiutare Fabiola e Garcia Lovelace a trovare la pericolosa Roberta, tornata a Roanapur per vendicare la morte del suo datore di lavoro Diego Lovelace. Questa operazione è molto delicata, poiché dietro l'attentato in cui è deceduto l'uomo vi sono la CIA e la NSA, e questo può cambiare il destino di tutta Roanapur. Mr. Chang viene chiamato da Eda Chang Bak Ji-Shin, ovvero stratega o consigliere militare, vale a dire il ruolo che Mr. Chang ricopre all'interno della Triade.
È doppiato in giapponese da Toshiyuki Morikawa e in italiano da Roberto Certomà.

### Shenhua
Shenhua (シェンホア?, Shenhoa) è una sensuale killer taiwanese che lavora per Mr. Chang, dai lunghi capelli neri e affusolati occhi scuri; indossa un elegante abito rosa scuro con provocanti spacchi su ambo i lati e una giacca corta bianca sopra di esso, e usa sempre i cosmetici per non mancare di fascino. Al posto delle armi da fuoco preferisce usare armi da taglio per i combattimenti ravvicinati, in particolare due coltelli nepalesi kukri, a cui sovente lega una corda in modo da aumentarne il raggio d'azione, e dei kunai da lancio. È abilissima nel lancio dei coltelli ed è la rivale, a livello professionale, di Revy (la quale l'apostrofa spesso chiamandola "liso flitto", in inglese chinglish, sia per le sue origini asiatiche sia per il suo accento), con la quale ha lavorato sia insieme sia contro. Una delle sue peculiarità è il suo linguaggio spezzettato, tra il cinese e il doppiaggio.
Dopo aver aiutato Revy, Shenhua tenta di ucciderla per trovare Greenback Jane. Shenhua riesce a ferire Revy con i suoi coltelli, ma poi viene colpita a sua volta da Eda. Ferita gravemente, Shenhua viene soccorsa da Lotton "The Wizard". Viene rivelato che è sopravvissuta in seguito, quando Revy la contatta al telefono. Ella ritorna nel volume otto del manga e aiuta Revy a cercare Roberta, in cambio di 6.000 dollari, portando con sé Sawyer e Lotton. Nonostante le sue grandi abilità, viene sconfitta rapidamente dalla domestica, che la sconvolge distruggendole uno dei kukri usando unicamente i denti.
È doppiata in giapponese da Hōko Kuwashima e in italiano da Fabiola Bittarello.

### Leigharch
Leigharch (レガーチ?, Regāchi) è un autista irlandese che lavora per Mr. Chang e per Shenhua. Ha una sfrenata passione per la marijuana e per questo ha frequenti allucinazioni in cui vede le conigliette di Playboy o Jimi Hendrix. Questo però non influisce sulla sua guida che, seppur spericolata, porta sempre a destinazione.
Leigharch appare una sola volta nella serie, nell'episodio Goat, Jihad, Rock'N Roll. Nella seconda apparizione di Shenhua, nell'episodio Greenback Jane, questa informa Revy che Leigharch è "in relax su Marte. Adesso vive felicemente insieme a strizzacervelli", lasciando intendere che, a causa probabilmente di un'overdose, il pilota abbia riportato danni cerebrali permanenti.
È doppiato in giapponese da Akimasa Ōmori e in italiano da Davide Lepore.

## Il cartello colombiano di Manisarela

### Abrego
Abrego (アブレーゴ?, Aburēgo) è il boss del cartello della droga di Manisarela, che opera a Roanapur. Ha fatto rapire il piccolo Garcia Lovelace e per questo è stato vittima, insieme con molti suoi uomini, della furia di Roberta ma è riuscito miracolosamente a salvarsi. Questo episodio ha però fatto calare di molto la sua influenza su Roanapur. Abrego tenta ancora di stanare Roberta, ma trova sulla sua strada un'altra cameriera molto pericolosa: Fabiola.
È doppiato in giapponese da Hisao Egawa e in italiano da Saverio Moriones.

### Gustavo
Gustavo (グスターボ?, Gusutābo) è uno dei principali aiutanti di Abrego. Ha ricevuto il pericoloso compito di cercare Roberta. Ha spiegato la vera storia della ragazza alla Lagoon Company. Dopo aver scoperto che un'altra cameriera, Fabiola, è arrivata a Roanapur, Gustavo ordina la totale distruzione del The Yellow Flag, il principale bar di Roanapur gestito da Bao. Nonostante questo, Fabiola riesce a sopravvivere e a fuggire insieme alla Lagoon Company. Sentita questa notizia, Abrego ordina ai suoi uomini di uccidere Gustavo. La sua sorte è però incerta.

## La Chiesa della violenza
Convento cattolico situato alla periferia di Roanapur. Come ogni altra organizzazione della città, anche questa è una facciata per nascondere attività criminali: la Chiesa della violenza infatti è una delle principali organizzazioni per il traffico di armi e droga.

### Yolanda
Yolanda (ヨランダ?, Yoranda) è la madre superiora e leader della cosiddetta "Chiesa della violenza", che traffica in armi e droga. Ha una benda sull'occhio destro ed è di età avanzata. Di aspetto gentile e pacato, Yolanda guida la sua chiesa con il pugno di ferro. Di solito non ama combattere, lasciando il compito a Eda e a Rico, ma quando è costretta usa una pistola Desert Eagle d'oro. Yolanda è, insieme con Mr. Chang, l'unico personaggio di Black Lagoon a conoscere la vera identità di Eda, e a chiamare Revy con il suo vero nome, ovvero Rebecca. Yolanda rimane favorevolmente impressionata da Rock, dopo che questi ha gestito con calma e diplomazia una trattativa delicata con la Lagoon Company, durante la quale Eda e Revy si erano puntate le pistole contro.
Nonostante l'utilizzo delle chiesa come copertura per il traffico illegale, Yolanda è affezionata alla sua cappella e non tollera che Eda vi beva alcolici o che vi lasci le bottiglie vuote e i bicchieri davanti all'altare.
In un Omake in cui sono mostrati i personaggi anni prima della serie, si scopre che quando era giovane, Yolanda era una prostituta d'alto bordo.
È doppiata in giapponese da Akiko Takeguchi e in italiano da Paila Pavese.

### Eda
Eda (エダ?) è, all'apparenza, una suora della cosiddetta "Chiesa della Violenza", ma in realtà il suo vero nome è Edith Blackwater ed è una spia della CIA, ospitata dalla "Chiesa della Violenza" in cambio di denaro. Fornisce a Mr. Chang alcune informazioni inerenti agli uomini dell'NSA, che si trovano in missione segreta a Roanapur per catturare un pericoloso trafficante di cocaina.
Volgare, risoluta, venale e strafottente, Eda ha lunghi capelli biondi e occhi azzurri. Quando si trova nella "Chiesa della Violenza" indossa un abito da suora che nasconde una pistola, mentre quando si trova fuori ama indossare abiti provocanti, come minigonne e top attillati che oltre a lasciare intravedere l'ombelico non nascondono il suo seno prosperoso. Mastica in continuazione chewingum e fuma molto. Indossa un paio di vistosi occhiali da sole viola. Usa prevalentemente una Glock 17L, arma di produzione austriaca, mentre nell'episodio The Roanapur Freakshow Circus utilizza anche un lanciagranate da 37 mm multiplo ARWEN 37.
Eda è decisamente attratta dal denaro, al punto da essere tentata dall'offerta della piccola killer Gretel, che per aver salva la vita le offre 150.000 dollari, 70.000 in più della cifra che avrebbe guadagnato da Balalaika uccidendo i due ragazzini. È molto amica di Revy, anche se le due ragazze litigano spesso, sia perché hanno entrambe un carattere molto forte sia a causa di Rock, che Eda insinua sia il fidanzato di Revy, domandandole insistentemente se abbiano mai consumato un rapporto sessuale. Ciò nonostante sembra essere attratta da Rock invitandolo più spesso a volere uscire con lei piuttosto che con Revy, dato il suo carattere indomabile.
In un Omake in cui sono mostrati i personaggi anni prima della serie, si scopre che quando aveva 17 anni, Eda faceva la cheerleader.
È doppiata in giapponese da Jun Karasawa e in italiano Pinella Dragani.

### Ricardo
Ricardo (リカルド?, Rikarudo) è un apprendista sacerdote della "Chiesa della violenza", conosciuto semplicemente con il diminutivo "Rico". Appare per la prima volta, all'improvviso, durante una violenta sparatoria davanti alla chiesa. Utilizza una mitragliatrice M60; si rivolge sempre a Eda con l'appellativo di "sorella", cosa che lei non sopporta.
È doppiato in giapponese da Tetsuya Kakihara.

## Equipaggio della U-1324

### Capitano Wentzel Ahbe
Il Capitano Wentzel Ahbe (アーベ?, Ābe) è il comandante del sommergibile tedesco U-Boot U-1324 e superstite della seconda battaglia dell'Atlantico. Il suo ultimo ordine prima della sconfitta tedesca nella seconda guerra mondiale è quello di guidare la U-1324 fino a Batavia. Vicino all'Oceano Atlantico però il suo sommergibile viene intercettato dalla United States Navy, che riesce a bloccare l'U-1324 sul fondo marino. Capita la situazione, il comandante si rivolge ai suoi uomini dicendo loro di scegliere la morte più dignitosa.
Il comandante Ahbe, seppur orgoglioso di aver servito la patria, è rimasto profondamente deluso dal comportamento di Adolf Hitler, che con il proprio fanatismo ha portato alla rovina la Germania e i suoi abitanti. Ahbe viene ucciso dal colonnello delle SS Spielberger, dopo una violenta discussione sulle sorti della Germania nazista. Il suo equipaggio lo vendica, uccidendo il colonnello e quindi togliendosi la vita. Ahbe lascia una moglie e due figli.
È doppiato in giapponese da Shigeru Ushiyama e in italiano da Francesco Prando.

### Tenente Colonnello SS Spielberger
Il Tenente Colonnello SS Spielberger (シュピールベルガー?, Shupīruberugā) è un tenente colonnello delle SS. Il suo compito è di proteggere il quadro chiamato "I dodici cavalieri guidati da Brunhilda", considerato estremamente importante dai vertici nazisti poiché è stato probabilmente dipinto da Adolf Hitler. Burbero e taciturno, Spielberger, come Ahbe, ha una famiglia ma a differenza del Capitano ha scelto fino in fondo la dottrina nazista ed è pronto a combattere fino alla fine. Dopo un'accesa discussione con il Capitano, Spielberger gli spara uccidendolo e viene quindi ucciso dall'equipaggio della U-1324.
È doppiato in giapponese da Takaya Kuroda e in italiano da Mino Caprio.

### Tenente Colonnello Matsuda
Il Tenente Colonnello Matsuda è un tenente colonnello dell'Esercito imperiale giapponese, mandato nella Germania nazista per studiare l'aeronautica tedesca. Portare Matsuda a Batavia è l'apparente missione finale della U-1324. Durante il viaggio ha instaurato un'amicizia con il Capitano Ahbe e con l'equipaggio. Quando l'U-1324 è rimasto arenato nel fondale marino Matsuda si è tolto la vita facendo harakiri.
È doppiato in giapponese da Hitoshi Bifu.

## Neonazisti dell'Unione Socialista Ariana (A.S.U.)
L'Unione socialista Ariana è un'organizzazione terrorista di ideologia neonazista che ambisce a re-instaurare il regime del Terzo Reich. I suoi membri sembrano essere tutti tedeschi, con nomi e un linguaggio contenente le espressioni e gli appellativi tipicamente attribuiti all'esercito nazista.

### Rachman
Rachman (ラッチマン?, Racchiman) leader dell'Unione Socialista Ariana. Lui e i suoi seguaci neo-nazisti si rivolgono a Sir Alfred, ex-ufficiale delle SS per ottenerne l'amicizia e il supporto economico. Sir Alfred promette i suoi favori in cambio del recupero del dipinto "I dodici cavalieri guidati da
Brunhilda", ubicato nel sommergibile U-1324. La missione va però male a causa dell'intervento della Lagoon Company. Sir Alfred infatti aveva commissionato lo stesso incarico anche a questi ultimi, in modo da verificare il valore e l'abilità dell'A.S.U., che portandogli il dipinto avrebbero dimostrato la loro capacità di portare a termine la missione. L'A.S.U. viene sterminata da Dutch e Revy mentre Rachman, ormai l'unico sopravvissuto, viene umiliato da Sir Alfred che, parlando al telefono con il sopraggiunto Dutch, ammette di aver organizzato tutto e manifesta il proprio disprezzo per aver visto Rachman farsi sconfiggere da un individuo di razza inferiore. A quel punto giunge anche Revy che, per dimostrare quanto lui sia solo un vigliacco, pratica su di lui un sadico test che prova come, neanche con le spalle al muro, Rachman abbia il coraggio di suicidarsi. Sconfitto su tutti i fronti, l'uomo viene ucciso.
È doppiato in giapponese da Ryuji Nakagi e in italiano da Michele Kalamera.

### Kruppen Feller
Kruppen Feller è il comandante dello squadrone suicida dell'Unione Socialista Ariana, scelto per recuperare il quadro "I dodici cavalieri guidati da Brunhilda". Completamente rasato, di corporatura massiccia, quando viene scelto per la missione si mette a piangere come un bambino per la commozione. Feller conduce i suoi uomini nel fondale marino sino al sommergibile. Feller riesce a recuperare il quadro e a portarlo alla nave dei neonazisti, ma Revy e Dutch vi fanno irruzione e Feller viene ucciso da Revy, che gli spara alle spalle.
È doppiato in giapponese da Ken Narita e in italiano da Alberto Angrisano.

### Blitz Stanford
Blitz Stanford (ブリッツ・スタンフォード?, Burittsu Sutanfōdo) è il capitano dell'A.S.U. Fisicamente enorme, e maniaco delle armi, utilizza una Luger P08 d'oro, che lui chiama Eiserne Reich Luger Special. Estremamente loquace, trova sulla sua strada Revy e gli punta contro la Luger, ma prima fa un lunghissimo discorso in cui descrive la propria arma, senza accorgersi di come lei, proprio di fronte a lui, ne stia approfittando per ricaricare le proprie pistole. Finita la ricarica, Revy lo interrompe sparandogli al petto e dicendogli che una pistola serve solo a sparare, per poi sparargli in testa.
È doppiato in giapponese da Yōichi Nishijima e in italiano da Fabrizio Russotto.

### Sir Alfred
Sir Alfred (アルフレード?, Arufurēdo) anziano ex-ufficiale delle SS ora rifugiato in Sud America. È il leader del Movimento Anticomunista, un movimento politico di stampo nazista i cui rappresentanti cercano di ottenere seggi nei parlamenti/congressi di vari paesi del mondo, compresi gli Stati Uniti, dove però non sono ancora riusciti a ottenere abbastanza consensi. Secondo Ratchman, Alfred è un membro di ODESSA. L'A.S.U. si rivolge a lui per ottenerne il supporto economico e morale, e quindi lui li mette alla prova commissionando loro il recupero del quadro "I dodici cavalieri guidati da Brunhilda". In realtà la vera operazione dell'A.S.U non è il recupero del dipinto in sé, ma la dimostrazione del proprio valore e delle proprie capacità completando la missione, e quindi, per testarle Sir Alfred commissiona a loro insaputa la stessa missione anche alla Lagoon Company in modo che entrino in conflitto. Scoperto il fallimento dell'A.S.U., Sir Alfred umilia al telefono Rachman e si congratula con Dutch, a cui però non risparmia più di un epiteto razzista.
È doppiato in giapponese da Fumio Matsuoka.

## Protettori del Fronte Islamico

### Masahiro Takenaka
Masahiro Takenaka (竹中正洋?, Takenaka Masahiro) è, insieme con Ibraha, il leader del gruppo terroristico "Protectors of the Islamic Front". Dai modi gentili e dall'aspetto rassicurante, Takenaka durante la Guerra Fredda era un attivista per i diritti civili, quindi un membro dell'Armata Rossa Giapponese. Per sottrarsi alla cattura è stato costretto a lasciare il Giappone e a rifugiarsi in Thailandia, dove ha incontrato Ibraha. Sempre più convinto del fanatismo assoluto di quest'ultimo, Takenaka lo uccide, sparandogli, mentre inseguono la Lagoon Company.
È doppiato in giapponese da Katsuhiko Sasaki e in italiano da Stefano De Sando.

### Ibraha
Ibraha (イブラハ?, Iburaha) è, insieme con Masahiro Takenaka, il leader del "Protectors of the Islamic Front". Ha una personalità opposta a quella di Takenaka e odia Israele, soprattutto dopo la morte del figlio, ucciso dai soldati israeliani a Beirut. Mentre inseguono la Lagoon Company, Ibraha viene ucciso da Takenaka, che gli spara per aver rifiutato di ritirarsi.
È doppiato in giapponese da Ken Yamaguchi e in italiano da Antonio Palumbo.

## Il clan Washimine

### Yukio Washimine
Yukio Washimine (鷲峰雪緒?, Washimine Yukio) è una studentessa giapponese figlia di Ryuko Washimine, boss yakuza del clan Washimine. Come unica erede della famiglia Washimine, Yukio è divenuta la nuova leader del gruppo, ma controvoglia. Non potendo sottrarsi a tale incarico, una sera mentre i suoi sottoposti la vengono a prendere, dà l'addio alla sua amica e compagna di classe, consapevole che in qualsiasi momento sarebbe potuta morire. È costretta a guidare il clan dopo l'arrivo in Giappone di Balalaika e dell'Hotel Moscow, che vogliono raggiungere un accordo con il clan Washimine per aumentare la loro influenza nella zona. Yukio conosce Rock, recatosi in Giappone in veste di traduttore di Balalaika, e incomincia con lui un rapporto di amicizia che però si incrina presto, perché Rock fa parte della Lagoon Company. Questi eventi rendono Yukio paranoica, raggiungendo quasi la follia convintasi di non avere più possibilità di uscire dal mondo oscuro in cui è finita. Le cose per Yukio peggiorano ulteriormente, in quanto Balalaika incomincia a distruggere il clan Washimine poco alla volta, ormai in declino e ritenuto ormai inutile per la conquista del potere in Giappone. Yukio è costretta infine a fuggire insieme con la sua fedele guardia del corpo Ginji, ma viene tradita e rapita dall'ex membro psicopatico Chaka-sama che non vede più opportunità con il clan Washimine decidendo di vendere Yukio per racimolare dei soldi. Ginji in compagnia di Revy su insistenza di Rock, si alleano, correndo infine in suo soccorso. Irrompendo in una sala da bowling sterminano gli uomini di Chaka-sama. Revy lascia a Ginji la libertà di finirlo, il quale per vendicare il rapimento e le violenze subite da Yukio, trancia gli arti a Chaka per poi farlo affogare in una piscina.
Rock cerca di convincere Yukio ad abbandonare quel mondo oscuro in cui è caduta, ma senza successo.
Benché Rock e Revy siano potenziali nemici, Ginji ricambia il favore per averlo aiutato a salvare Yukio, lasciandoli andare.
Ma non passa molto tempo che si scatena il caos in Giappone. Balalaika, con gli appoggi delle alte sfere politiche, distrugge senza problemi gli ultimi gruppi del clan Washimine. Poiché in Giappone non c'è più speranza per il clan, e che Yukio e Ginji sono gli unici membri rimasti, decidono di ricominciare da Roanapur, benché Yukio sia consapevole che lì il capo indiscusso sia Balalaika.
Per ottenere un viaggio, Yukio e Ginji fanno un agguato a Rock e Revy. Mentre la pistolera e il samurai si affrontano, Rock spiega a Yukio che ha voluto ignorare la verità che aveva davanti, autoconvintasi che non c'era altro modo.
Dopo che Ginji viene ucciso da Revy e che il clan Washimine viene annientato dall'Hotel Moscow, Yukio ammette infine di essersi svegliata e infine si suicida trapassandosi la gola con la katana del samurai morto, lasciando Rock profondamente sconvolto, il quale aveva sperato che tutto questo potesse liberarla dal mondo oscuro in cui era caduta.
È doppiata in giapponese da Hōko Kuwashima.

### Ginji Matsuzaki
Ginji Matsuzaki (松崎銀次?, Matsuzaki Ginji) è la guardia del corpo di Yukio Washimine. Di poche parole, lavora come ambulante, ma in passato è stato un samurai soprannominato "Ginji l'affetta uomini", a causa del suo straordinario uso della katana e del suo rifiuto per le armi da fuoco. Ginji non disprezza il suo nuovo lavoro, trovandolo invece un luogo tranquillo, lontano dal mondo violento e oscuro in cui si trovava prima. Fa infine la conoscenza di Rock e Revy, giunti in Giappone per conto di Balalaika, riconoscendo subito in Revy un'individua simile a lui, comprendendo che essi provengono dalla stessa parte oscura del mondo. Assistendo a quello che Ginji è in grado di fare, Revy lo soprannomina Jumbo, riconoscendo le sue grandi capacità. Ginji è molto legato a Yukio e sperava che la ragazza vivesse una vita normale, ma con l'arrivo a Tokyo di Balalaika è costretto a riprendere la sua letale katana e a difendere Yukio, divenuta boss del clan Washimine. Per cause di fazioni diverse,  Rock e Revy diventano loro nemici in quanto Balalayka intende distruggere il clan Washimine, ritenuto ormai inutile. Rimasti infine solo lui e Yukio attaccano Rock e Revy per ottenere un posto nell'aereo per andare a Roanapur. Yukio, impazzita, intende andare in quella città, nonostante lì vi governi Miss Balalaika. Revy ingaggia un brutale scontro contro Ginji riuscendo, con enormi difficoltà, a ucciderlo dopo un lungo duello, anche se Revy dirà che è stato Rock a salvarla, in quanto il parlare con Yukio aveva fatto abbassare la guardia a Ginji.
È doppiato in giapponese da Kiyoyuki Yanada e in italiano da Roberto Draghetti.

### Tsugio Bando
Tsugio Bando (坂東次男?, Bandō Tsugio) è il boss del clan Washimine dopo la morte di Ryuzo Washimine e prima della nomina di Yukio. Tsugio era molto fedele a Ryuzo, che lo protesse quando lui arrivò a Tokyo da Osaka. In seguito alla morte di Ryuzo, e dopo che il clan Washimine ha perso gradualmente potere, Tsugio tenta un'alleanza con l'Hotel Moscow, con la speranza di far tornare il suo clan agli antichi splendori. Tuttavia i suoi piani falliscono a causa dell'avidità e della spietatezza di Balalaika. Tsugio viene così ucciso da Balalaika, dopo un disperato tentativo di assassinarla.
È doppiato in giapponese da Tomomichi Nishimura e in italiano da Gerolamo Alchieri.

### Yoshida
Yoshida (吉田?) è la guardia del corpo di Tsugio Bando. È stato lui a proporre la candidatura di Yukio come nuovo boss del clan.
È doppiato in giapponese da Kenta Miyake e in italiano da Mauro Gravina.

### Chaka
Chaka (チャカ?) è un componente del clan Washimine. Arrogante, sadico e borioso, è considerato un idiota dagli altri membri del clan. Rimane stregato da Revy non appena la vede, invitandola apertamente ad andare a divertirsi con lui, desideroso di portarsela a letto. Revy, al contrario, prova un profondo disprezzo verso Chaka, definendolo un rifiuto privo di dignità che non ha rispetto per nessuno. Dopo la nomina di Yukio come nuovo boss del clan, Chaka decide di rapire la ragazza con l'aiuto della sua banda di teppisti. Viene stanato da Revy e Ginji, il quale lo mutila tagliandogli le braccia e poi lo fa affogare buttandolo in una piscina, per vendicarsi di tutto ciò lo yakuza aveva fatto a Yukio.
È doppiato in giapponese da Wataru Takagi e in italiano da Edoardo Stoppacciaro.

## La famiglia Lovelace

### Diego Jose San Fernando Lovelace
Diego Lovelace (ディエゴ・フェルナンド・ラブレス?, Diego Ferunando Raburesu) è il patriarca della famiglia Lovelace, in passato una delle tredici famiglie più importanti del Sud America che adesso attraversa tempi difficili. Ha preso con sé Roberta, quando questa era in fuga, per fare un favore a suo padre, suo vecchio amico. Pur essendo un nobile, è politicamente progressista, e per questo la CIA, per evitare che la sua influenza politica in Venezuela alteri gli equilibri politici, lo fa uccidere.

### Garcia Lovelace
Garcia Lovelace (ガルシア・フェルナンド・ラブレス?, Garushia Ferunando Raburesu) è l'unico figlio di Diego Lovelace ed erede della famiglia. Per questo è stato rapito dal cartello colombiano di Manisarela e venduto come merce alla Lagoon Company, poiché il padre si rifiutava di vendere a loro le loro terre, ricche di "terre rare". Rock però, che grazie al suo precedente lavoro conosce bene sia le terre rare sia la famiglia Lovelace, parlando con il piccolo capisce che i loro clienti hanno mentito quando hanno cercato di spacciarlo per un orfano. Tornati indietro per ricevere spiegazioni da Balalaika, vengono attaccati da Roberta, giunta per salvarlo. Sulle prime Garcia è terrorizzato dalla violenza di Roberta, che fino ad allora si era finta debole, e preferisce scappare con Rock. Alla fine della storia, il cartello di Manisarela è annientato dall'Hotel Moscow (favorito dalle azioni di Roberta) e Balalaika racconta al giovane Lovelace tutta la verità su Roberta. A Garcia non importa del suo passato e, dopo averla pregata di non usare mai più una pistola, i due tornano a casa.
Successivamente Garcia torna di sua volontà a Roanapur, in compagnia di Fabiola, per cercare Roberta, giunta lì per cercare i soldati statunitensi che hanno causato l'attentato in cui è morto il padre di Garcia. Gli eventi passati hanno rinforzato il suo carattere e Garcia chiede l'aiuto della Lagoon Company e di Mr. Chang per ritrovare Roberta. Garcia trova la ragazza per puro caso, ma, assistendo a un suo brutale omicidio, perde i sensi. Roberta, credendo di avere una visione, gli punta la pistola contro, ma Garcia viene salvato dai soldati statunitensi. Con loro, Garcia incontra l'uomo che ha ucciso suo padre, il comandante Shane Caxton, che però decide, alla fine, di non uccidere per non diventare un assassino. Alla fine, in un successivo incontro faccia a faccia, riesce a convincere Roberta a rinunciare alla vendetta e a tornare a casa. Viene visto un'ultima volta accanto alla domestica, poco prima di ricevere a casa la famiglia di un impiegato giapponese che la donna aveva ucciso anni prima e sul quale aveva avuto allucinazioni per tutta la durata del cammino di vendetta per il padrone Diego, a causa del proprio rimorso.
È doppiato in giapponese da Kazue Ikura e in italiano da Jacopo Castagna nella prima serie anime e da Federico Tessieri in Roberta's Blood Trail.

### Roberta
Roberta (ロベルタ?, Roberuta) è all'apparenza una timida cameriera e tata che lavora per la famiglia Lovelace in Venezuela. In particolare si occupa del piccolo Garcia. In realtà il vero nome della ragazza è Rosalita Cisneros (ロザリタ・チスネロス?, Rozarita Chisunerosu) ed è un'ex guerrigliera delle Farc, addestrata a Cuba. Per questo suo violento passato è conosciuta come "il mastino di Florencia" ed è ricercata dall'Interpol e dal Cartello di Medellín, che ha messo una taglia di 400.000 dollari sulla sua testa. Per salvare Garcia Lovelace, rapito dai colombiani e venduto come merce alla Lagoon Company, Roberta si reca a Roanapur e re-indossa i panni del "mastino" e per questo attira su di sé l'attenzione di tutta Roanapur, Balalaika e la Lagoon Company in primis. Rock è il primo a capire, appena vede Roberta, che è una donna fuori dall'ordinario estremamente pericolosa, e che provare ad affrontarla sarebbe una follia. Duch stesso in seguito si pente di non avere ascoltato Rock comprendendo solo dopo quanto Roberta fosse pericolosa. Dopo alcune violente sparatorie si scontrerà con Revy (riuscendo a ferirla) in un duello all'ultimo sangue interrotto solo dall'intervento di Balalaika. Il duello continuerà senza armi, con una violenta scazzottata che finirà senza un vincitore. Revy giura di ucciderla e la chiama con disprezzo "quattrocchi di merda".
Successivamente Roberta torna a Roanapur dopo la morte di Diego Lovelace, suo datore di lavoro e salvatore. Roberta scoprirà che dietro l'uccisione di Diego Lovelace vi sono la CIA e la NSA. Braccata dall'esercito statunitense, dai colombiani e dalla Farc, e inseguita da Revy, Garcia, Fabiola e Rock, Roberta si barrica in un hotel e incomincia a uccidere tutti coloro che la seguono. Per puro caso, Garcia Lovelace riesce a trovarla, insieme con un componente delle Farc. Roberta finge di sedurre l'uomo, per poi massacrarlo senza pietà, quindi crede che Garcia sia una visione e gli punta contro la pistola. Garcia viene salvato dai militari statunitensi, e Roberta è costretta a lasciare la città con alle costole Balalaika e i suoi uomini, che temono una reazione della CIA, reazione che rischierebbe di distruggere il delicato equilibrio sul quale poggiano gli affari illeciti di Roanapur.
Garcia a quel punto viene convinto da Rock a escogitare un piano per portare Roberta allo scoperto. Lo scontro finale tra Roberta, armata di un moschetto caricato con proiettili Fléchette, e i soldati americani avviene nella giungla, e qui le versioni del manga e dell'anime differiscono nel finale. Nel manga, infatti, Roberta riesce a fare strage di buona parte dei soldati americani senza riportare quasi un graffio, mentre nell'anime riesce a ucciderne solo alcuni, riportando tuttavia ferite tanto gravi che le costeranno la perdita dell'occhio sinistro, del braccio sinistro, di due dita della mano destra e della gamba destra. In entrambi i casi, verrà infine fermata da Garcia, che la convincerà a lasciarsi alle spalle il suo passato di mastino. In seguito, oltre che con sé stessa, farà la pace anche con il comandante americano, che aveva risparmiato, e con la famiglia di un impiegato giapponese da lei ucciso a sangue freddo anni addietro nel corso di un attentato in Sud America.
Nel manga conclusasi la carneficina Ray, sottoposto del comandante Shane, non intende lasciare andare Roberta tanto facilmente, e cerca di spararle per vendicare i compagni uccisi, ma viene ucciso dallo stesso Shane per far cessare in modo definitivo lo scontro, dato che nessuno poteva stabilire chi avesse davvero ragione e chi torto.
Roberta mostra due personalità: dolce e gentile con Garcia Lovelace, spietata, invincibile e quasi bestiale durante i combattimenti. Indossa un completo da cameriera e porta finti occhiali da vista. Ha lunghi capelli neri legati in due trecce (nell'OVA Roberta's blood trail li tiene sciolti) e luminosi occhi azzurri. Durante la caccia contro gli assassini di Diego fa abuso di pillole psicostimolanti, ed è soggetta a forti allucinazioni legate al suo passato di killer sanguinaria. Quando entra in azione, Roberta recita una sorta di preghiera, che è in realtà il credo della famiglia Lovelace: «Una benedizione per i vivi. Un ramo fiorito per i morti. Con una spada per la giustizia. Il castigo della morte per i malvagi. Così giungeremo... all'altare dei santi. Nel nome della Santa Vergine Maria... che questo martello percuota ogni ingiustizia!». Roberta ha confessato di aver ucciso donne e bambini durante il suo passato da guerrigliera, e di aver lasciato le Farc perché delusa dal fatto che l'organizzazione si fosse dimostrata nulla di più di uno strumento per i cartelli della droga.
Roberta usa una variegata gamma di armi: la più originale è sicuramente un fucile Franchi SPAS-12 nascosto in un ombrello rivestito da materiale interamente antiproiettile. Roberta inoltre usa una pistola Imbel model 911, usata dall'esercito brasiliano. Porta inoltre con sé una valigia antiproiettile che contiene una mitragliatrice e un lanciarazzi, un coltello da combattimento e diverse granate a frammentazione.
È doppiata in giapponese da Michie Tomizawa e in italiano da Ilaria Latini nelle prime due serie anime e da Jade Lanza in Roberta's Blood Trail.

### Fabiola Iglesias
Fabiola Iglesias (ファビオラ・イグレシアス?, Fabiora Igureshiasu) è l'aiuto cameriera della famiglia Lovelace. Ha i capelli lisci con singolari sfumature verdastre raccolti in uno chignon e grandi occhi verdi; è molto giovane e decisamente bassa di statura, ma non per questo meno letale e combattiva della sua superiore Roberta. Fabiola appare la prima volta al Yellow Flag e viene scambiata da tutti per Roberta. Ma la sua valigia, a differenza di quella di Roberta, è piena di lecca lecca. Tuttavia, anche Fabiola dispone di armi letali, come un fucile MAG-7 e un Ex 41 Grenade Launcher, con i quali fa una strage e si ricongiunge così con il piccolo Garcia Lovelace alla ricerca di Roberta, che lei chiama rispettosamente "capo cameriera".
Fabiola proviene da un quartiere malfamato di Caracas, dove ha vissuto insieme con i suoi dieci fratelli fino al momento in cui è stata assunta dalla famiglia Lovelace. Fabiola è esperta di capoeira, che usa durante le sparatorie, e ama nuotare in piscina per rilassarsi, ma si imbarazza quando Revy e Garcia glielo fanno notare ironicamente. Durante l'incontro con Mr. Chang, la ragazzina tenta di assalirlo dopo aver visto Garcia insieme con lui, ma viene facilmente neutralizzata dal boss cinese, che accetta di aiutare la ragazza e Garcia, e incarica Rock di andare con loro alla ricerca di Roberta. Durante la vicenda si scontra ripetutamente contro Revy, criticandola per il modo di agire e per l'atteggiamento odioso che mantiene verso lei e Garcia. In uno degli ultimi battibecchi, Fabiola conclude che in realtà, se non avessero incontrato persone così diverse nella loro vita, lei e Revy sarebbero state molto simili, ma al contempo continua a criticare la visione manicheista che la mercenaria cinoamericana ha del mondo. Alla fine della lunga ed estenuante caccia, Fabiola è vista insieme a Garcia e una Roberta (in salute nel manga, gravemente menomata nell'OVA) finalmente rinsavita a villa Lovelace, riuniti come una vera famiglia.
È doppiata in giapponese da Satsuki Yukino e in italiano da Loredana Acquaviva.

## Mafia italiana

### Verrocchio
Verrocchio (ヴェロッキオ?, Verokkio) è il boss della mafia italiana a Roanapur. Volgare, razzista ed estremamente violento, ha ordinato ai gemelli Hänsel e Gretel di uccidere Balalaika per ottenere il controllo assoluto di Roanapur, ma per ironia della sorte, verrà ucciso proprio dai due gemelli.
È doppiato in giapponese da Banjō Ginga.

### Ronny
Ronny è il nuovo boss della mafia italiana a Roanapur, dopo la morte di Verrocchio.
È doppiato in giapponese da Banjō Ginga.

## Cittadini di Roanapur

### Bao
Bao (バオ?) è il proprietario del Yellow Flag, il principale bar di Roanapur in cui si ritrovano tutti i criminali della città. È un ex combattente dell'ARVN (l'esercito del Vietnam del Sud) e veterano della guerra del Vietnam. Il suo bar viene sistematicamente distrutto a ogni sparatoria e Bao deve ricostruirlo ogni volta. A ogni sparatoria Bao si nasconde dietro il bancone munito di materiale antiproiettile, con un'arma in mano, spesso insieme con Revy. Bao sostiene che il suo bar è stato distrutto più di 15 volte, la maggior parte a causa di Revy.
È doppiato in giapponese da Shirō Saitō e in italiano da Vladimiro Conti.

### Rowan
Rowan (ローワン?, Rōwan) è il proprietario del GoofFest, un locale di spogliarelli. Di origini africane, si occupa anche di cose illegali come la pornografia e i film snuff. Grazie a un filmato in suo possesso Balalaika viene a sapere del tragico passato di Hänsel e Gretel. Come dimostrato Rowan prova un terrore assoluto nei confronti della russa, al punti di essersela fatta quasi sotto in macchina mentre veniva scortato da lei. Ogni volta che Revy si reca al GoofFest, Rowan le propone un lavoro come ballerina esotica sadomaso, ma lei rifiuta sempre.
È doppiato in giapponese da Masaki Aizawa.

### Watsup
Watsup (ワトサップ?, Watosappu) è il capo della polizia di Roanapur. Riceve regolarmente uno stipendio extra dai gruppi criminali che controllano la città. Nonostante questo, Watsup deve intervenire ogni qual volta che Revy causa dei problemi di fronte ai cittadini.
È doppiato in giapponese da Masaaki Tsukada e in italiano da Enzo Avolio.

## Killer e mercenari

### Chin
Chin (陳?) è un boss cinese. La sua influenza a Roanapur è stata notevolmente ridotta da quando è arrivato l'Hotel Moscow, la cui efficienza ha spinto molti a interrompere a suo favore i loro rapporti con Chin che, quindi, tenta di far uccidere Balalaika. Questa però, avendo scoperto il suo piano, se ne sbarazza personalmente, facendolo saltare in aria nel suo stesso appartamento.
È doppiato in giapponese da Suetsu Tokaichi e in italiano da Luigi Ferraro.

### Luak
Luak (ルアク?, Ruaku) è il capo di un gruppo di pirati mercenari che operano nelle acque thailandesi. Viene ingaggiato da Chin per uccidere i membri della Lagoon Company. L'intera sua banda viene però facilmente battuta da Revy.
È doppiato in giapponese da Naoya Uchida e in italiano da Stefano Billi.

### Il Capitano
Il Capitano è il soprannome di uno sconosciuto mercenario che lavora per l'Extra Order Company. È un ex soldato che è stato in Liberia durante la guerra civile nei primi anni novanta, dove si è macchiato di crimini di guerra. Dal suo elicottero dà la caccia alla Lagoon Company nelle acque thailandesi, ma viene sconfitto e ucciso grazie a un'intuizione di Rock: pur essendo un soldato abile, la sua arroganza (Dutch lo definisce uno che si crede un pistolero) lo porta a sottovalutare le risorse della Lagoon Company e a non ucciderli quando ne ha l'occasione, e questo gli è fatale.
È doppiato in giapponese da Masahiko Tanaka e in italiano da Giorgio Locuratolo.

### Sawyer "la pulitrice"
Sawyer "la pulitrice" (ソーヤー?, Sōyā) è una giovane ragazza, il cui vero nome è Frederica Sawyer, che si occupa di "ripulire" i traditori della Triade cinese. Molto spesso nel suo "studio", una sala dalle piastrelle bianche, vengono portati uomini legati che lei fa sparire, squartandoli o facendoli a pezzi con l'ausilio di una motosega. Quando si trova al lavoro indossa vestiti da chirurgo, ma quando è in libera uscita indossa abiti Gothic Lolita. Tutti a Roanapur la conoscono solo di nome, ma non in viso, poiché la vedono sempre in abiti da chirurgo. Per questo è molta la sorpresa in Shenhua e i suoi alleati, che la vedono in volto per la prima volta al Yellow Flag. Poiché le è stata tagliata la gola, è muta e parla grazie a un microfono posto su di essa. Fa parte del gruppo di mercenari che devono trovare Greenback Jane. In battaglia Frederica non usa armi da fuoco ma la motosega con cui lavora, e dimostra di essere particolarmente sadica durante la caccia, perdendo tempo a spiegare alle future vittime cosa intende fargli. Tuttavia, tutta la sua spavalderia crolla di fronte a Rock e a Greenback Jane a causa di un'esplosione che le fa perdere il microfono. Infatti dopo aver perso il microfono, dal quale lei dipende, Sawyer incomincia a tremare e a sudare, poi si accuccia e resta immobile anche se il posto dove si trova sta esplodendo. Ricompare durante la ricerca di Roberta, in cui mostra di aver trovato un nuovo microfono, ma venendo comunque neutralizzata dalla domestica.
È doppiata in giapponese da Asami Yaguchi.

### Hänsel e Gretel
Hänsel (ハンサー?, Hansā) e Gretel (グレテー?, Guretē) sono due bambini gemelli che, grazie a duplici personalità, possono variare il loro sesso da maschile a femminile e viceversa. Sono originari della Romania e sono orfani. Da quanto detto, erano figli di un dittatore decaduto. Ai tempi della dittatura di Nicolae Ceaușescu i due bambini furono abbandonati in un orfanotrofio. Lì, invece di essere aiutati, subirono atroci violenze psicologiche e sessuali e furono costretti a partecipare a dei film snuff in cui dovevano uccidere altri bambini davanti alla telecamera, pena lo stupro o la morte. Benché si chiamino Hänsel e Gretel, in verità non sono i loro veri nomi, i quali gli vennero dati quando i gemelli dovettero partecipare ai film snuff. Dopo la caduta del regime furono venduti al mercato nero della pedofilia, finendo in Sicilia, nelle mani di Cosa Nostra, dove subirono altre violenze. Questo tragico passato ha fatto impazzire totalmente i due gemelli, che vivono un rapporto incestuoso e sono diventati due spietati sicari. Rock stesso li definisce vittime della parte oscura del mondo, che li ha tramutati in tigri assetate di sangue. Molto probabilmente i due gemelli Hänsel e Gretel per sopravvivere hanno messo in pratica le loro capacità assassine uccidendo i loro aguzzini. Non si è mai saputo quale fosse il vero nome dei gemelli.
Hänsel e Gretel si recano a Roanapur per uccidere Balalaika, su ordine del mafioso italoamericano Verrocchio. Per arrivare a Balalaika, i due gemelli disseminano di cadaveri la città (tra cui due dei più fedeli compagni d'armi della leader russa) e si scontrano con Revy e con Eda. Tutta Roanapur partecipa alla caccia ai due gemelli. Le abilità da combattimento dei bambini killer sono così potenti da mettere in difficoltà perfino Mr. Chang. Dopo aver ucciso Verrocchio e i suoi uomini, i due gemelli si separano: Hänsel viene ucciso sotto gli occhi di Balalaika dopo essere stato attirato in una trappola per vendicare i compagni soldati della donna, uccisi da lui e sua sorella. Gretel riesce a fuggire prendendo in ostaggio Eda e comprando un passaggio sulla barca della Lagoon Company.
Durante il viaggio, Rock tenta di mettere in campo la sua diplomazia e la sua gentilezza per salvare la ragazzina, ma non può fare niente, in quanto la sorte della gemella è già segnata.
Gretel gli dimostra gratitudine per essere stato gentile nei suoi confronti, ma lo fa a modo suo, mostrandogli i suoi organi genitali.
Rock, a tale visione, fugge sconvolto mentre Revy picchia Gretel per il gesto fatto al suo compagno, con la bambina che afferma infine che la sino-americana ha il loro stesso odore e che è uguale a loro.
Al termine della tratta, la ragazzina sta per imbarcarsi su una nave, ma una volta giunta al molo viene uccisa da un uomo assoldato da Balalaika. Inizialmente, Rock è sconvolto dalla sua morte, ma poi si rasserena, consapevole che i due gemelli sono finalmente in pace.
L'anime fa continuare poeticamente la storia dei gemelli. Nella sigla finale dell'episodio Swan Song at Dawn, dove solitamente c'è Revy, si vede Gretel vestita di bianco che cammina lungo la battigia immersa nel buio. Più va avanti, più si fa intensa una luce che finisce con l'essere abbagliante. Quando si attenua, si vede che è tutto illuminato e vi è un'altra serie di impronte sulla spiaggia accanto a quelle di Gretel. Allargandosi l'inquadratura, si vede Gretel di spalle accanto a Hänsel, anche lui adesso vestito di bianco. I due sono di fronte a un mare stupendo e si tengono per mano. La canzone della sigla è The World of Midnight, la stessa che la piccola canta a Rock durante l'episodio.
Hänsel e Gretel hanno entrambi capelli biondo platino (a caschetto Hänsel, lunghi Gretel) e occhi grigi. I due gemelli hanno l'aria innocente e carina, ma sanno trasformarsi in spietate macchine da guerra. Sono inoltre molto intelligenti e sadici. Dei due gemelli, a prescindere che interpreti il ruolo di Hänsel o di Gretel, il maschio resta comunque il più sanguinario e il più desideroso di uccidere Balalaika (che Hänsel chiama ironicamente "zietta"), mentre la femmina si mostra più dubbiosa alle volte sul modo di procedere. Hänsel usa prevalentemente un'ascia, mentre Gretel utilizza una M1918 Browning Automatic Rifle, un fucile automatico enorme al quale la bambina ha attaccato un orsetto.
In giapponese Hänsel è doppiato da Omi Minami e Gretel da Tomoko Kaneda, mentre il doppiatore italiano è Laura Latini per entrambi i personaggi.

### Claude "Torch" Weawer
Claude "Torch" Weawer (クロード・“トーチ”・ウィーバー?, Kurōdo "Tōchi" Wībā) è un uomo di mezza età dall'aspetto pacato. Indossa un paio di occhiali e sorride sempre. Come suggerisce il suo soprannome, torcia, si tratta di un piromane che utilizza come arma un lanciafiamme che ha la forma e le dimensioni di un accendino. In passato ha ucciso la moglie, dandole fuoco. Claude afferma di essere molto religioso e di non bere alcolici. Viene ucciso da Revy, mentre partecipa alla caccia a Greenback Jane.
È doppiato in giapponese da Yoichi Nishijima e in italiano da Leslie La Penna.

### Lotton "The Wizard"
Lotton "The Wizard" (ロットン・“ザ・ウィザード”?, Rotton "Za Wizādo") è un misterioso ragazzo che partecipa alla caccia a Greenback Jane. Si presenta insieme con Claude "Torch" Weawer e come lui non beve alcolici, perché la birra lo fa vomitare. Lotton porta un paio di occhiali da sole e usa come armi due Mauser C96. Ama entrare in scena in modo plateale. In posa plastica, davanti a Revy, Eda, Rock e Greenback Jane, si presenta così: «Finalmente siete qui. Mi ero cominciato a stancare di attendere. Non vogliatemene, ma anch'io ho le mie ragioni per partecipare a questa caccia. Non ho nulla contro di voi, ma... mi prenderò le vostre vite. Mi chiamo Lotton. Lotton "The Wizard"». Revy però non rimane molto impressionata dal discorso e gli spara per riflesso condizionato. Lotton però riesce a salvarsi e soccorre Shenhua, che sostiene che lui non è proprio fatto per essere un assassino, quindi gli propone di aprire un bordello, ma Lotton rifiuta perché dice di essere troppo timido. Lotton torna nel volume otto del manga, aiutando Revy, che non si ricorda minimamente di lui, a ritrovare Roberta, senza perdere il vizio delle entrate in grande stile e venendo per questo velocemente neutralizzato con un calcio ai testicoli.
È doppiato in giapponese da Tomokazu Sugita e in italiano da Christian Iansante.

### Russell
Russell (“グルーヴィ・ガイ”・ラッセル?, "Gurūvi Gai" Rasseru) è un uomo di mezza età che lavora in Florida. Viene incaricato di trovare Greenback Jane e mette insieme un gruppo di mercenari. Come il suo capo Mr Elvis, non si è reso conto di che razza di posto sia in realtà Roanapur. Russell è vestito come un cowboy e indossa un paio di stivali con degli speroni, un tipico cappello da cowboy, una pistola riposta nella fondina vicino all'anca e una bandoliera. Per questo suo abbigliamento e per il fatto di essere uno straniero, Russell non viene preso molto sul serio dalla gente di Roanapur. Russell riconosce Eda durante un duello e si ricorda di averla già vista. Eda nega tutto ciò, ma quando Russell si ricorda che lei fa parte della CIA, la donna lo uccide senza esitazione.
È doppiato in giapponese da Masaki Terasoma e in italiano da Nino Prester.

## Altri personaggi

### Kageyama
Kageyama (景山?) è uno dei capi dell'Asahi Industries, società per la quale lavorava Rock. Quando questi viene rapito dalla Lagoon Company, Kageyama ordina di ucciderlo per salvaguardare il bene dell'azienda. Quando Rock riesce a salvarsi, Kageyama gli chiede di tornare con lui a Tokyo, ma Rock rifiuta e accetta l'offerta di Revy di entrare a far parte della Lagoon Company. A ritorno in macchina, Kageyama commenta dopo aver visto lo sguardo di Rock colmo di rabbia e disprezzo verso di lui che non sarebbe più stato in grado di lavorare con loro. Tornato a casa in Giappone, prova una punta di invidia per Rock, che ora si sta godendo il sole tropicale e il mare.
È doppiato in giapponese da Jōji Nakata e in italiano da Mario Bombardieri.

### Greenback Jane
Greenback Jane (ジャネット・バーイー?, Janetto Bāī) è una ragazza specializzata nel fabbricare banconote false. Dopo che un suo collega è stato ucciso davanti ai suoi occhi, Jane scappa e si rifugia alla "Chiesa della violenza". Lì viene accolta in modo rocambolesco da Revy, Eda, Yolanda e Rico, quindi si rifugia in un hotel consigliatole da Eda. I killer riescono a scovarla e lei deve fuggire nuovamente. La Lagoon Company si offre di aiutarla, in cambio ovviamente di denaro. Jane conosce così Benny e mostra un'affettuosa simpatia verso di lui. Intanto si è scatenata una vera e propria caccia a Jane e un gruppo composto dai più disparati e spietati mercenari si reca a Roanapur per catturarla. Jane riesce a salvarsi grazie alla Lagoon Company e come segno di ringraziamento bacia Benny. In seguito, si nota che Benny ha una foto della ragazza nel computer, facendo intendere che tra i due è incominciata una relazione e che si continuano a parlare via internet. Nel manga, Jane ritorna a Roanapur per rivedere Benny, del quale si è perdutamente innamorata, finendo spesso per avere relazioni a letto mettendosi biancheria provocante per piacergli.
È doppiata in giapponese da Miki Nagasawa e in italiano da Rachele Paolelli.

### Li Xinlin
O meglio conosciuta come Feng faceva parte dell'esercito popolare cinese di liberazione come hacker.
Il compito di Xinlin era di entrare nel gruppo di hacker di Greenback Jane. Si unisce al gruppo di Jane inconsapevole del fatto che Jane sapesse cosa stava cercando fin dall'inizio e chi fosse grazie alle sue abilità di hacking uniche. Più tardi il gruppo di Jane svolge un rapido lavoro di hacking che Feng ritiene essere un lavoro di routine. Successivamente apprende da un suo superiore dall'esercito, che lei era solo stata usata per entrare nella rete. Più tardi incontra Rock e Revy, che la afferrano e la portano in salvo dai quattro fratelli assassini che sono stati assunti per ucciderla. Dopo l'inseguimento, esce dall'auto e se ne va spiegando che anche con l'esercito del suo governo alla sua ricerca, lei combatterà duramente per sopravvivere fino a quando non sarà libera.